# Grand Prix Włoch 1995
Grand Prix Włoch 1995 (oryg. Pioneer Gran Premio d'Italia) – 12. runda Mistrzostw Świata Formuły 1 w sezonie 1995, która odbyła się 8 - 10 września 1995, po raz 64. na torze Monza.
66. Grand Prix Włoch, 46. zaliczane do Mistrzostw Świata Formuły 1.

## Wyniki

### Kwalifikacje
| P  | Nr | Kierowca                 | Konstruktor(-silnik) | Opony | Czas     | Odstęp   | Strata   |
| -- | -- | ------------------------ | -------------------- | ----- | -------- | -------- | -------- |
| 1  | 6  | David Coulthard          | Williams-Renault     | G     | 1:24.462 | -        | -        |
| 2  | 1  | Michael Schumacher       | Benetton-Renault     | G     | 1:25.026 | 0:00.564 | 0:00.564 |
| 3  | 28 | Gerhard Berger           | Ferrari              | G     | 1:25.353 | 0:00.327 | 0:00.891 |
| 4  | 5  | Damon Hill               | Williams-Renault     | G     | 1:25.699 | 0:00.346 | 0:01.237 |
| 5  | 27 | Jean Alesi               | Ferrari              | G     | 1:25.707 | 0:00.008 | 0:01.245 |
| 6  | 14 | Rubens Barrichello       | Jordan-Peugeot       | G     | 1:25.919 | 0:00.212 | 0:01.457 |
| 7  | 8  | Mika Häkkinen            | McLaren-Mercedes     | G     | 1:25.920 | 0:00.001 | 0:01.458 |
| 8  | 2  | Johnny Herbert           | Benetton-Renault     | G     | 1:26.433 | 0:00.513 | 0:01.971 |
| 9  | 7  | Mark Blundell            | McLaren-Mercedes     | G     | 1:26.472 | 0:00.039 | 0:02.010 |
| 10 | 30 | Heinz-Harald Frentzen    | Sauber-Ford          | G     | 1:26.541 | 0:00.069 | 0:02.079 |
| 11 | 25 | Martin Brundle           | Ligier-Mugen-Honda   | G     | 1:27.067 | 0:00.526 | 0:02.605 |
| 12 | 15 | Eddie Irvine             | Jordan-Peugeot       | G     | 1:27.271 | 0:00.204 | 0:02.809 |
| 13 | 26 | Olivier Panis            | Ligier-Mugen-Honda   | G     | 1:27.384 | 0:00.113 | 0:02.922 |
| 14 | 29 | Jean-Christophe Boullion | Sauber-Ford          | G     | 1:28.741 | 0:01.357 | 0:04.279 |
| 15 | 9  | Massimiliano Papis       | Footwork-Hart        | G     | 1:28.870 | 0:00.129 | 0:04.408 |
| 16 | 4  | Mika Salo                | Tyrrell-Yamaha       | G     | 1:29.028 | 0:00.158 | 0:04.566 |
| 17 | 3  | Ukyō Katayama            | Tyrrell-Yamaha       | G     | 1:29.287 | 0:00.259 | 0:04.825 |
| 18 | 24 | Luca Badoer              | Minardi-Ford         | G     | 1:29.559 | 0:00.272 | 0:05.097 |
| 19 | 23 | Pedro Lamy               | Minardi-Ford         | G     | 1:29.936 | 0:00.377 | 0:05.474 |
| 20 | 10 | Taki Inoue               | Footwork-Hart        | G     | 1:30.515 | 0:00.579 | 0:06.053 |
| 21 | 17 | Andrea Montermini        | Pacific-Ford         | G     | 1:30.721 | 0:00.206 | 0:06.259 |
| 22 | 22 | Roberto Moreno           | Forti-Ford           | G     | 1:30.834 | 0:00.113 | 0:06.372 |
| 23 | 21 | Pedro Diniz              | Forti-Ford           | G     | 1:32.102 | 0:01.268 | 0:07.640 |
| 24 | 16 | Giovanni Lavaggi         | Pacific-Ford         | G     | 1:32.470 | 0:00.368 | 0:08.008 |
| P  | Nr | Kierowca                 | Konstruktor(-silnik) | Opony | Czas     | Odstęp   | Strata   |

### Wyścig

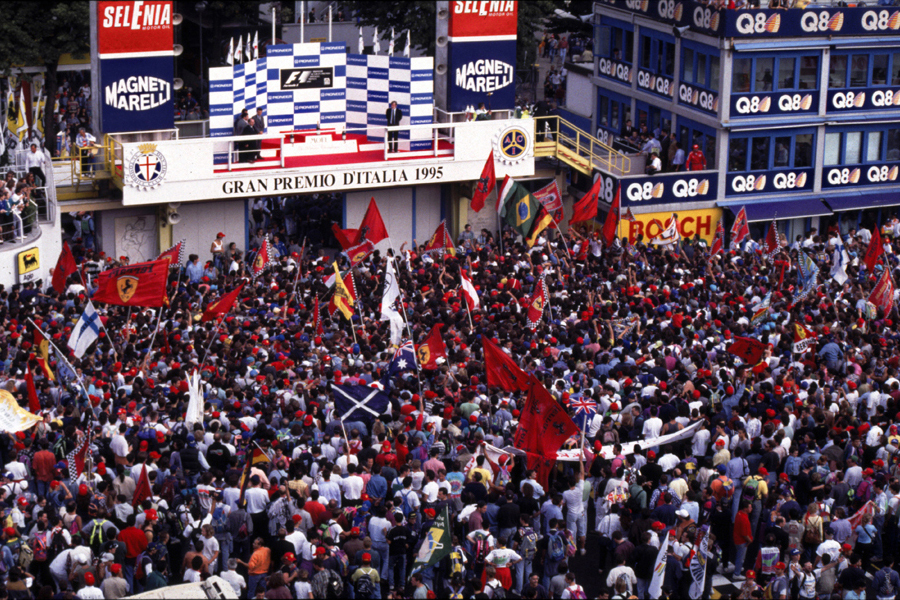
Podium po wyścigu

| P                 | + / – | Nr | Kierowca                 | Konstruktor        | Opony | Okr. | Czas / Strata | Komentarz                  |
| ----------------- | ----- | -- | ------------------------ | ------------------ | ----- | ---- | ------------- | -------------------------- |
| 1                 | 7     | 2  | Johnny Herbert           | Benetton-Renault   | G     | 53   | 1h18:27.916   |                            |
| 2                 | 5     | 8  | Mika Häkkinen            | McLaren-Mercedes   | G     | 53   | +0:17.779     |                            |
| 3                 | 7     | 30 | Heinz-Harald Frentzen    | Sauber-Ford        | G     | 53   | +0:24.321     |                            |
| 4                 | 5     | 7  | Mark Blundell            | McLaren-Mercedes   | G     | 53   | +0:28.223     |                            |
| 5                 | 11    | 4  | Mika Salo                | Tyrrell-Yamaha     | G     | 52   | +1 okr.       |                            |
| 6                 | 8     | 29 | Jean-Christophe Boullion | Sauber-Ford        | G     | 52   | +1 okr.       |                            |
| 7                 | 8     | 9  | Massimiliano Papis       | Footwork-Hart      | G     | 52   | +1 okr.       |                            |
| 8                 | 12    | 10 | Taki Inoue               | Footwork-Hart      | G     | 52   | +1 okr.       |                            |
| 9                 | 14    | 21 | Pedro Diniz              | Forti-Ford         | G     | 50   | +3 okr.       |                            |
| 10                | 7     | 3  | Ukyō Katayama            | Tyrrell-Yamaha     | G     | 47   | +6 okr.       |                            |
| Niesklasyfikowani |       |    |                          |                    |       |      |               |                            |
|                   |       | 27 | Jean Alesi               | Ferrari            | G     | 45   |               | łożysko koła               |
|                   |       | 14 | Rubens Barrichello       | Jordan-Peugeot     | G     | 43   |               | sprzegło                   |
|                   |       | 15 | Eddie Irvine             | Jordan-Peugeot     | G     | 40   |               | silnik                     |
|                   |       | 28 | Gerhard Berger           | Ferrari            | G     | 32   |               | zawieszenie                |
|                   |       | 24 | Luca Badoer              | Minardi-Ford       | G     | 26   |               | poślizg                    |
|                   |       | 1  | Michael Schumacher       | Benetton-Renault   | G     | 23   |               | kolizja z Hillem           |
|                   |       | 5  | Damon Hill               | Williams-Renault   | G     | 23   |               | kolizja z Schumacherem     |
|                   |       | 26 | Olivier Panis            | Ligier-Mugen-Honda | G     | 20   |               | poślizg                    |
|                   |       | 6  | David Coulthard          | Williams-Renault   | G     | 13   |               | poślizg                    |
|                   |       | 25 | Martin Brundle           | Ligier-Mugen-Honda | G     | 10   |               | pęknięta opona             |
|                   |       | 16 | Giovanni Lavaggi         | Pacific-Ford       | G     | 6    |               | poślizg                    |
|                   |       | 23 | Pedro Lamy               | Minardi-Ford       | G     | 0    |               | układ przeniesienia napędu |
|                   |       | 17 | Andrea Montermini        | Pacific-Ford       | G     | 0    |               | wypadek                    |
|                   |       | 22 | Roberto Moreno           | Forti-Ford         | G     | 0    |               | wypadek podczas            |
| P                 | + / – | Nr | Kierowca                 | Konstruktor        | Opony | Okr. | Czas / Strata | Komentarz                  |

### Najszybsze okrążenie
| Nr | Kierowca       | Konstruktor | Opony | Czas     | Okr. |
| -- | -------------- | ----------- | ----- | -------- | ---- |
| 28 | Gerhard Berger | Ferrari     | G     | 1:26.419 | 24   |